# SG-615
La carretera SG-615 es una carretera segoviana de la Red Complementaria Local de la Junta de Castilla y León (España).

## Historia y características

Final de la vía en su enlace con la M-604.

Dentro del Parque Nacional de la Sierra de Guadarrama y superando siempre la cota de 1750 msnm, discurre desde el Puerto de Navacerrada hasta el Puerto de Cotos. Corresponde al tramo en la provincia de Segovia de la antigua carretera comarcal  C-604 , que unía el Puerto de Navacerrada con Lozoyuela. Al transferirse las carreteras a las comunidades autónomas, se dividió en SG-615 en su tramo segoviano y  M-604  en su tramo madrileño.
Con una longitud de 6,7 kilómetros su recorrido es paralelo al del Ferrocarril Eléctrico del Guadarrama entre los puertos de Navacerrada y Cotos, actual línea  de Cercanías Madrid, el único de este servicio tierras segovianas.

### Áreas de servicio y descanso
- Área de servicio, aparcamientos y estacionamiento de emergencia de vialidad invernal, Navacerrada;
- Área de servicio, helipuerto y aparcamientos, Cotos;
- Pequeños apartaderos al paso de varios arroyos.

### Peligros
Al ser una carretera de montaña, corre un riesgo alto de accidentes. Entre estos peligros destaca:
- Curvas peligrosas.
- Cruces de animales salvajes.
- Deslizamiento por lluvia.
- Paso de ciclistas y peatones.
- Riesgo de desprendimientos.

La velocidad máxima de la carretera es de  km/h (37 mph).

## Recorrido
| Puerto de Navacerrada ( CL-601 ) - Puerto de Cotos ( M-604 ) | Puerto de Navacerrada ( CL-601 ) - Puerto de Cotos ( M-604 ) | Puerto de Navacerrada ( CL-601 ) - Puerto de Cotos ( M-604 ) | Puerto de Navacerrada ( CL-601 ) - Puerto de Cotos ( M-604 ) | Puerto de Navacerrada ( CL-601 ) - Puerto de Cotos ( M-604 ) |
| Velocidad                                                    | Esquema                                                      | Nombre de Salida                                             | Carretera que enlaza                                         | Notas                                                        |
| ------------------------------------------------------------ | ------------------------------------------------------------ | ------------------------------------------------------------ | ------------------------------------------------------------ | ------------------------------------------------------------ |
|                                                              |                                                              | Segovia M-601 Navacerrada (Madrid)                           | CL-601 / M-601                                               |                                                              |
|                                                              |                                                              | Aparcamiento 1                                               |                                                              |                                                              |
|                                                              | Aparcamiento 2                                               |                                                              |                                                              |                                                              |
|                                                              | Arroyo                                                       |                                                              |                                                              |                                                              |
|                                                              | Arroyo Seco                                                  |                                                              |                                                              |                                                              |
|                                                              | Arroyo de los Puentes                                        |                                                              |                                                              |                                                              |
|                                                              | Manantial                                                    |                                                              |                                                              |                                                              |
|                                                              | Arroyo de las Cárcabas del Valle                             |                                                              |                                                              |                                                              |
|                                                              | Arroyo                                                       |                                                              |                                                              |                                                              |
|                                                              | Arroyo del Juncional                                         |                                                              |                                                              |                                                              |
|                                                              | Arroyo                                                       |                                                              |                                                              |                                                              |
|                                                              | Arroyo del Altozano                                          |                                                              |                                                              |                                                              |
|                                                              |                                                              | Estación de Cotos                                            | Acceso a la Estación de Cotos Camino Viejo del Paular        |                                                              |
|                                                              | COMUNIDAD DE MADRID CASTILLA Y LEÓN Provincia de Segovia     |                                                              |                                                              |                                                              |
|                                                              | Parada de autobús                                            |                                                              |                                                              |                                                              |
|                                                              | Valdesquí                                                    | Camino de Valdesquí                                          |                                                              |                                                              |
|                                                              | (x2)                                                         |                                                              |                                                              |                                                              |
|                                                              | Aparcamiento                                                 |                                                              |                                                              |                                                              |
|                                                              |                                                              | Fin de SG-615 Inicio de M-604                                | M-604                                                        |                                                              |